# 公民教育
公民教育（英語：Civics）是指培養個人作為公民或国民，行使義務與權利的教育活动。它通过相關教材與教學方式，使學生對公民所應具有的權利與義務、個人與群體的關係、及相關的民主、尊重、守法、法治等的公民素養有基本了解和認識。公民教育的概念和實施和公民權及公民身份密不可分，和民主一詞有一樣長久的歷史脈絡，是從「我到我們」群我關係的政治教育。
在社会主义国家中，公民教育往往以思想政治课程的形式开展，在传统公民教育的内容之外，还会加入马克思列宁主义等社会主义理论内容。但部分中華人民共和國學者認為公民教育並不等同於思想政治教育。

## 定义
公民教育指培養「以權利意識為主的公民意識、公民資格和公民行為能力」，突出權利本位，使人成為權利的主體的現代性內涵。公民教育也因此是國家現代化的基本建設，「以自由、平等為基礎，權利和義務相統一的公民教育是現代國家的必然選擇」。
公民教育的定義大致分二種維度，狹義的側重公民教育的內容，廣義的側重公民教育的制度。狹義的公民教育指社會成員成為「好公民」的教育，以建立公民個體在社會的角色和地位，因此狹義的公民教育的內容會反映社會對公民政治、生活、社群等基礎關注，也反映在個人、家庭、社區、國家、全球各層面所需的公民知識、態度及價值觀。廣義的公民教育指「對公民群體的教育」也就是「現代國民教育」（popular education）的基本制度；換句話說：廣義的公民教育就是現代教育，是為現代國家中的個人，取得參與國家決策及發言權（包括立法及行政）的廣泛教育，以保證每個成員能懂國家職能的現代教育制度。
許多國家現在改用「公民及公民權教育」（civic and citizenship education）來取代定義較狹隘的「公民教育」（civic education），公民教育主要在於瞭解公民生活（如選舉中的投票）等正式機構及流程的知識教授；「公民權教育」則聚焦在對公民生活及市民社會的參與及接解的知識、瞭解與機會。因此後者範圍包括較廣，包括公民如何互動並塑造他們自己的社群（包括學校）及社會。
由公民教育建立在對公民概念的理解，傳統以國家、民族為中心或以國家立場国民教育的狹隘視野，因全球化和世界公民教育的發展而有所擴張。和公民的概念特性一樣，公民教育也是跨學科、跨領域的概念，在內容上需要參考社會學、法學、倫理學、政治學等人類文明的基礎，不應將公民教育簡化成「公德教育」（因為現代公民教育以個人權利為本位），不應將公民教育窄化至「關於国民的教育」等傳統說教表述。
執政者與公民社會間力量的不均等是延緩民主發展的重要因素，缺乏活動力的公民社會容易滋養威權體制的壯大。選民及一般人民的公民教育要普遍進行，而非只在具可信度的選舉過程中，才能帶動人們更多的覺醒，讓選民更了解他們的權利。民主生活應有法治的精神相隨，也就是保障人民權益的法律，而非為了捍衛某一制度而壓迫人民的法律。需有更多來自國內或國際社會的團體、網絡積極工作，才能帶動變遷。
美國政治學者本杰明·巴布尔即認為「唯有直接的政治參與才是民主制成功的公民教育教材。藉由公民的直接參與才能體會民主真諦。」

## 成效與評估
根據2009年的各國公民及素養調查研究（簡稱ICCS 2009）的跨國比較，世界排名前四分別為芬蘭（576分）、丹麥（576分）、韓國（565分）及第一次參加的臺灣（559分），由於分數高的國家文化及地理殊異性高，意謂著學校教育扮演了十分重要的角色。ICCS 2009共有38個國家參加，針對相當於8年級的中學學生（國中2年級學生）的公民知識施測，施測範圍包括：公民認知、政治組織、公民概念（如人權）、以及負責任公民的作為及態度等等。ICCS 2009有超過14萬名的學生接受測驗及調查，亦包括6萬多名教師及校長等人的調查資料，亚洲参与的只有泰国、韩国、香港及台湾。
在亞洲模組的4個國家中，臺灣與韓國學生對不民主政府的接受程度低，印尼與泰國接受則高，顯示臺灣學生認為政府施政應遵循民主程序，也不認為對政府授權愈多，愈能解決問題，學生的民主法治觀念已逐漸形成。至於投票時是否考量候選人與自己的關係，或是否支持運用關係以獲得回報，台灣與韓國學生的接受度也最低。台湾和韓國學生在亞洲的公民概念傾向相近，是因為兩國在文化、政治、經濟等方面發展較為類似，且韓國與台灣對於權威、關係的接受程度較低。台灣學生對貪腐接受度最低；泰國因特殊政治與宗教體制密切關係下，對權威、不民主政府、關係運用與貪腐接受程度較高；印尼則對政治人物私德要求最低。
在青少年的公民教育的設計和實施方面，在台灣《天下雜誌》的2011年公民教育專刊中，芬蘭及瑞士被選為值得參考的案例國家。

### 性別平等
根據ICCS 2009報告評比，在所有參加的國家和地区中，女生在公民認知及了解上的表現，都優於男生。而在性別平權的支持度方面，台灣學生排名世界第一，女學生比男學生更支持性別平權。在男女分數差距上，台灣公民認知的男女差距達到26分，其他排名前面的芬蘭及韓國男女差距也有20幾分的差距（芬蘭28分、韓國22分），只有丹麥差距最小，男女差距只有8分。

### 愛國主義／民族主義
根據ICCS 1999研究資料的研究總結，大多數國家老師則同意學生們在學校內可以學到瞭解他人、和他人合作、環境保護、關心社會及投票的重要性等面向的公民教育價值目標。

## 各地公民教育

### 芬蘭
根據ICCS 2009報告綜合評比，芬蘭的公民教育與丹麥並列世界第一，然而其課程大綱中完全沒有公民課，而是落實在社會研究、心理、哲學及道德（ethics）或宗教課等不同階段的必修課為主，以全人教育為理念，來形塑芬蘭的公民。芬蘭和部份國家強調愛國教育不同，主張應該先教共通的價值，如人權、尊重，而非教條；小學生一到五年級有四個核心內容，第一核心內容是「人際關係與道德成長」，老師以討論方式和學生思考同理心、分辨是非、友誼、落實正義、貧富是否會影響正義的判斷、思想自由、宗教自由、寬容、避免歧視等等價值的生活思考；其他核心內容是「自我認知與文化認同」、「人權與社區的概念」、「個人與世界」（含自然環境、人類的進化、地球與宇宙、永續發展等議題）。芬蘭教育要到七年級才開始教關於國家事務的公民須知的社會研究，包括各類福利制度、媒體、司法、國防與外交政策等公共事務及其影響。

### 中華民國

#### 大陸時期
在中國近代史上，公民教育和學生運動的政治效應密不可分，因此青少年的公民教育常富有文化及政治爭議。
當蔡元培倡議在中華民國教育現代體制下建立標準化課程時，中國開展了25年的公民教育辯論及實驗，其公民教育性質較接近強調公民參與的公民共和主義。於1920年代，中國國民黨及中國共產黨都在爭取學生支持，其方式是以政治組織活動來鼓勵學生的政治行動參與，然而在1928至1930年間，國民黨將教育及相關的政治活動實施更嚴密的控制，使這些公民參與變得更具儀式性而遠離共和主義要求的公民參與；因此，共和主義的理想雖持續影響國民黨及反國民黨的意識型態，但在實質的政治活動參與上，不管在國民黨及後來共產黨執政期間，學生參與的範疇都不斷地縮小，學生抗議等的公民參與活動常變得形式化及儀式化。
1934年至1949年中華民國政府推出的名為新生活運動的公民教育，橫跨八年抗戰，提倡紀律、品德、秩序、整潔等等，一再教導人們禮義廉恥，不要隨地吐痰、隨地丟垃圾，養成整潔的習慣等等。該運動最後因中華民國政府於1949年內戰失利「暫停辦理」。新生活運動在思想層面上，糅合了中國以國家利益為重的傳統禮教、日本傳統武士道精神，以至基督教價值觀的元素，這可見於蔣介石發起新生活運動過程中的言論與做法。

#### 台灣時期
臺灣自日治時期起，政府即藉由學校體系（如「修身」、「國民」、「國語」等課程）和非學校體系內相關公民教育的實施灌輸意識型態及統治者所期待培養的國民形象。
根據ICCS 2009報告綜合評比，臺灣排名世界第四，在性別平權意識排名世界第一。中華民國的文化及公民教育政策因1980年代族群運動, 政策在1990年以後採「多元文化」的思考，在公民教育中強調尊重差異、包容及協商，並不但肯認了「閩南次文化」與「客家次文化」，也納入1990年代以來發展的女性主義，一改1970年代以前的大漢族主義、大中國主義、中國民族主義、大男人主義等傾向。從1999年起，國小一至六年級學生，在「鄉土教學」中須就臺灣話、臺灣客家語、臺灣原住民語等三種「本土語言」4任選一種修習，到了國中則依學生意願「自由」選習。民主及在地意識發展產生2001年的九年一貫政策的公民教育強調須學習「多元文化」、「性別平等」、培養民主素質、法治觀念以及負責的態度等價值有關的課程。臺灣的公民教育主要在公民知識及公民資訊，以教育講課和課堂討論為主要型式，輔以倫理思考及批判思考的教法。臺灣學校鮮少鼓勵學生參與學校或社區事務的參與，但著重在學校日常活動的合作，包括參與社團活動、學校午餐、打掃、學生會、戶外活動日、運動會、早週會等等。
2008年的「99課綱」則廢除教條式的教義宣導，改以社會學、政治學、法律學（可包括參觀法院審理）與經濟學四大領域做為高中公民與社會科的基礎。
2012年的台灣教育部委託「學生自治及公民教育實踐政策諮詢小組」調查結果發現，大專院校學生參與正式的學生自治組織選舉投票率普遍低於4成。
1980年代以來的臺灣的公民教育在公民社會的積極強調「差異的（或多元的）公民資格觀」的概念論述及推動「公民參與」，使以下素材皆納入學校公民教育內容，如臺灣日治時期開始的「1935年議會員選舉」、「1950年－1951年中華民國縣市長選舉」及其後的各級選舉與黨外/在野黨的政治抗爭、乃至三月學運、國會全面改選、總統公民直選、政黨輪替、公民投票、及爭取新聞自由的反媒體壟斷運動等。

### 中華人民共和國

#### 1949-1979年
中華人民共和国成立初期，发展教育事业的过程中基本照搬苏联模式，所开设的政治理论课也是如此。苏联的教育体制适宜于初建国时所必须的政治和思想的控制、意识形态的培养与灌输的需要与经济体制的特点。中国共产党一贯反对国民政府实行的包含传统礼教的公民教育，反对其提出的新生活运动。第二任国家主席刘少奇指出，中国共产党的思想政治教育是“用社会主义的、马克思列宁主义的思想去武装知识分子和人民群众，对封建主义的、资本主义的思想进行批判”。思想品德课、思想政治课是大陸小学生和中学生的必修课程。思想品德课和思想政治课的教学工作由地方各级人民政府教育行政部门具体指导。这一时期，中国大陆思想政治课程的教材主要是《马恩列斯语录》、《苏联政治经济学习》、斯大林的《联共（布）党史简明教程》、艾思奇的《历史唯物论——社会发展史讲授提纲（修正本）》和奥斯特罗维季扬诺夫的《政治经济学讲授提纲》。
1950年6月召开的第一届全国高等教育会议上就明确强调：“我们的高等学校要进行革命的政治教育，肃清封建的、买办的、法西斯主义的思想，发展为人民服务的思想。”将政治理论课作为"一切专业教育之基础"，强调“思想政治教育通过各科教学进行”。中国共产党中央委员会主席毛泽东明确提出“以俄为师”，他说：“我们反对倒向帝国主义一边的蒋介石反动派，我们也反对第三条道路的幻想。”因此不少教学大纲是在1952年以苏联大纲为蓝本编订而成的大纲基础上略作修改而成的。
1949年12月，第一次全国教育工作会议正式决定，在中等以上学校开设马克思列宁主义的政治课，对学生进行“革命的思想政治教育”。1953年，高等教育部又发出通知规定各类高校一律加开《马列主义基础》课，共136学时。至此，中国高校思想政治教育的课程体制初步确立，基本沿袭了苏联由上而下集中统一的整体化课程体制。
1957年，由中共中央发动的一场“大鸣大放”开始，高校政治课除“社会主义教育”外全部停止。课程以毛泽东著作为指导，根据《关于正确处理人民内部矛盾》的12个“小题目”逐章展开学习。从此，学校的思想政治教育便“以阶级斗争为主课”，强调时时、事事都要用阶级斗争的方法来分析和处理问题，成为服从和服务于“三面红旗”的社会主义教育课程。到1966年文化大革命爆发，高等学校停止招生，所有课程都被停开。 1971年，高校复课后，政治课以讲解包括《共产党宣言》、《国家与革命》在内的4本马列著作和毛泽东著作为主。直到1978年才被彻底恢复。

#### 改革開放後
1980年，改革开放后，教育部、共青团中央印发了《关于加强高等学校学生思想政治工作的意见》的联合通知，高校普遍开设“马列主义理论课”。 1980年代，中国政府一度开始淡化思想政治教育课程。1989年六四事件以后，又重新加强了对思想教育科的重视程度
1992年，全国中小学调整了思想政治课程，小学一至三年级设立“品德与生活”课、小学四至六年级设置“品德与社会”课，初中设立“思想品德”课，高中设立“思想政治”课。1998年，高等学校的思想政治课程也作出了调整，設7門或6門必修課程：“馬克思主義哲學原理”、“馬克思主義政治經濟學原理”、“毛澤東思想概論”、“鄧小平理論和'三個代表'重要思想概論”、“當代世界經濟與政治”(文科開設)、“思想道德修養”、“法律基礎”。另有“形勢與政策”課。2004年，思想政治课调整为《马克思主义基本原理》、《毛泽东思想、邓小平理论和“三个代表”重要思想概论》、《中国近现代史纲要》、《思想道德修养与法律基础》。2007年，思想政治课又进一步调整为《马克思主义基本原理》《毛泽东思想和中国特色社会主义理论体系概论》《中国近现代史纲要》《思想道德修养与法律基础》（一般简称为“马原”“毛中特”“史纲”“思修”）。2018年开始，思想政治课新增《形势与政策》内容，考研政治大纲中表述为《形势与政策以及当代世界经济与政治》（一般简称为“时政”）。
2016年，中国教育部宣布调整中小学思想政治公民教育课程，将义务教育阶段中小学的“品德与生活”、“品德与社会”、“思想品德”三级课程合并为统一的“道德与法治”，而高中的课程仍称“思想政治”。
2019年，中共中央办公厅、国务院办公厅印发《关于深化新时代学校思想政治理论课改革创新的若干意见》，要求完善思政课课程教材体系，建设一支政治强、情怀深、思维新、视野广、自律严、人格正的思政课教师队伍，不断增强思政课的思想性、理论性和亲和力、针对性，加强党对思政课建设的领导。
2020年9月1日，中共中央总书记、国家主席、中央军委主席习近平在《求是》杂志发表文章，指出思想政治課是培養一代又一代擁護中國共產黨領導的有用人才的必要課程。
2014年，上海市高校开始探索实践“课程思政”新理念。2016年12月在北京召开的全国思政工作会议对这一概念进行了充分阐释。“课程思政”不是一门或一类特定的课程，而是一种教育教学理念和思维方式，认为大学所有课程都具有传授知识培养能力及思想政治教育的双重功能，承载着培养大学生世界观、人生观、价值观的作用，要求教师在教学过程中要有意、有机、有效地对学生进行思想政治教育，同时不改变专业课程的本来属性，不把专业课改造成思政课模式或者将所有课程都当作思政课程。2020年5月，教育部印发《高等学校课程思政建设指导纲要》，明确了课程思政的重要地位，并提出了具体要求。

### 香港

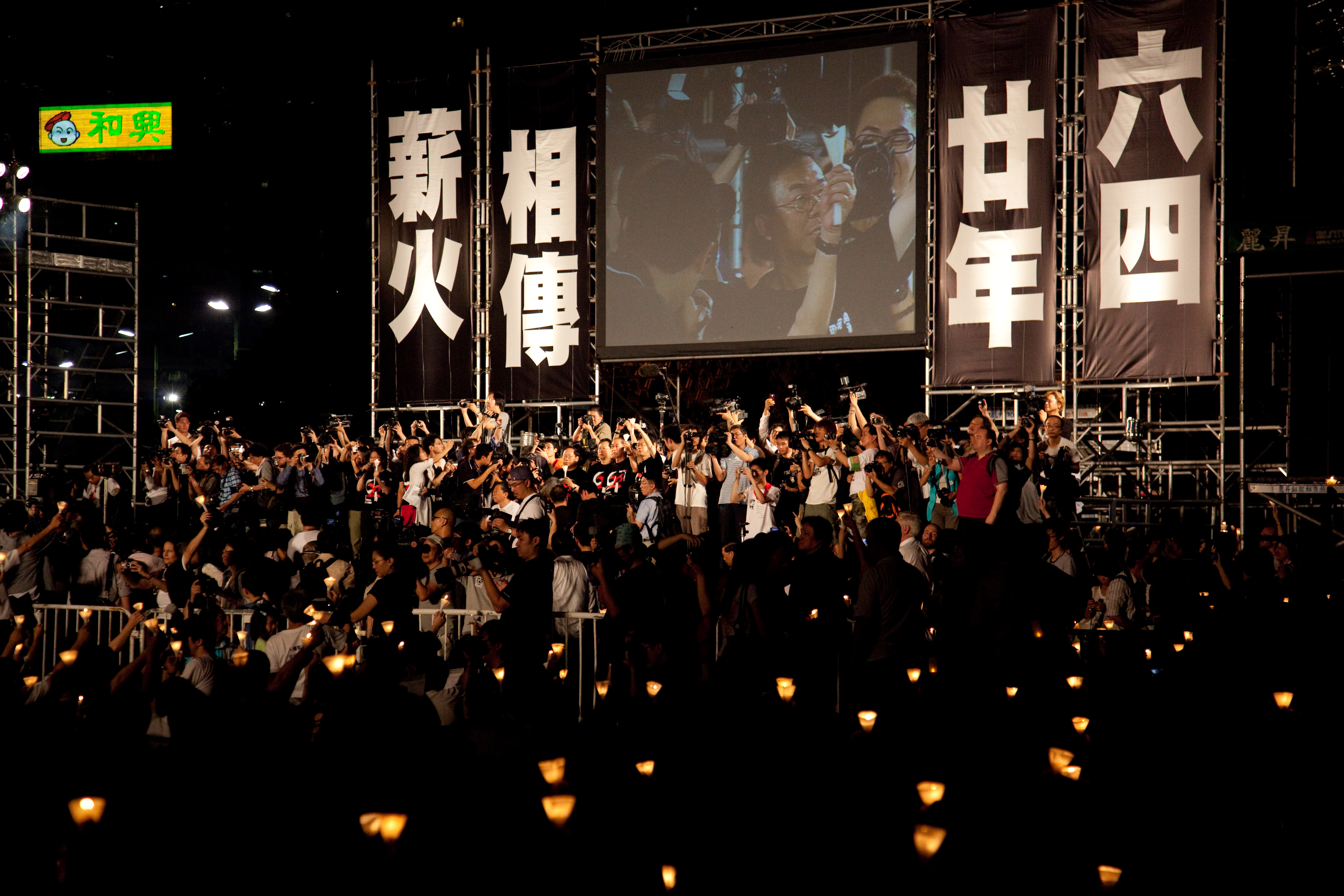
維園六四燭光晚會，香港不少学校將其納入公民教育活動

「公民科」在二戰之前已經是獨立的中學科目，1950年列為會考科目，1965年由新的「經濟及公共事務科」（Economic and Public 
Affairs, EPA，簡稱為經公科）取代；至於初中課程，相關的科目很多，學校可擇一開辦。
自從1997年香港主權回歸中國後，將原本去政治化的公民教育課程，往國家認同的重心移動，並在1999年將公民教育重新納入中學的選修課：在相關描述上，香港公民教育著重在政府角色和好公民的義務，回歸以後的公民教育則增加了對愛國主義及中國價值的提倡及涵化。
香港在德育及國民教育科的設計爭議上，香港電台的老師專欄作家洪昭隆援引ICCS 2009的研究結果：「86.6% 認同自己是中國人，83.3% 認同自己是香港中國人，91.1% 認同自己是香港人，而86.1% 認同自己是世界公民。」，主張「香港學生的國民意識不足」是個偽議題，並援引香港特區政府教育局對研究結果的評論為「在國民身分認同上，香港學生普遍認同自己擁有多重的身分，而且熱愛香港和祖國，同時擁有全球視野。」洪昭隆進一步主張，有鑑於調查之中，世界前兩名的芬蘭和丹麥均將未將公民教育獨立成科，而採類似香港現行的跨課程的整合模式，來主張德育及國民教育科並不需要獨立分科。

### 澳門
自從1999年澳門主權回歸中國後，與香港相同，將原本去政治化的公民教育課程，往國家認同的重心移動，在相關描述上，澳門公民教育著重在政府角色和好公民的義務，回歸以後的公民教育則增加了對愛國主義及中國價值的提倡及涵化。
澳門教青局於2008年委託中國大陸的人民教育出版社為澳門學生編寫小學至高中的公民教材「品德與公民」。在特定的政治議題上，例如「愛國教育」、中共歷史以及政治相關的內容等，大多是以中共的角度出發，不利中共的歷史事實卻隻字不提。甚至澳門政府將有關課程納入中、小學「基本學力要求」，而背後正是社文司策劃推動「愛國愛澳教育」的其中一項政策。
據澳門電台報道，教青局所選用的《品德與公民》教材，小學、初中及高中三個階段的學校分別有63%、56%及51%使用。

### 美國
美國的公民教育強調事實性的公民知識，如政府體制、法律等等，然而各州在執行公民教育的內容及方法差異性大，比較學術的公民教育強調批判思考，而比較不學術的則強調核心知識。一份關於亞太六國（澳洲、香港、日本、台灣、泰國及美國）的青少年公民教育跨國比較研究指出，在學校系統執行公民教育方面，美國教育體係的極度去中心化使得聯邦政府在課程上沒有控制權而是由各州及市政府決定，這和日本、台灣及泰國在公民教育有必修課的直接政策、人事、教科書、課程上的集中化形成反差。面對愈來愈低公民參與程度，美國公民教育教學方式，朝「自己作主」解決問題為導向的課程轉變。

### 日本
避開爭議議題，日本公民教育傾向于將重心放在經濟及政府體系，在學校活動主要重心在鼓勵合作：如學校午餐、打掃、學生會、戶外活動日、運動會等。由於二戰的歷史因素，戰後日本社會在延續使用日本國旗國歌上有爭議：不少日本人認為日本國旗國歌因為戰時的軍國及帝國主義，不適合做為戰後日本的國家符號。因此，1989年日本文部省在公民教育中要求學生要尊敬日本國旗國歌時，反對的日本人主張：強迫日本人及日本學生尊敬日本國旗國歌的作法，同時違反聯合國人權兩公約及《日本國憲法》所保障的思想、良心和信仰自由。

### 泰國
泰國的公民教育以教育部版的教育科及指引為依據，強調過程、以學生為中心並輔以社區參與及公共服務的活動，正式課程則以每週一至二堂的必修社會科與佛學科為主。

### 澳大利亞
澳洲的公民教育並沒有將公民教育獨立設科目，也沒有專門教公民教育的老師，在1997年澳洲聯邦政府發展出一套公民教育政策，名為《發現民主：公民與公民權教育》，用來發展民主公民素養教育。

### 蘇聯
在列寧看來，科學社會主義思想不可能產生於自發的工人運動中，“階級政治意識只能從外面灌輸給工人”。所以他非常重视苏联大学生思想政治教育，要求各高等学校必须要开设“共产主义”、“革命史”等政治理论课程，以对大学生进行马克思主义意识形态教育。他甚至还强调，在具体教学过程中，应该使用渗透教学法，寓思想政治教育于业务教学中，使各专业课教学也在某种程度上成为传播马克思主义理论和共产主义理想的过程。
斯大林更加强调大学教育中的政治倾向性。在《致苏联无产阶级大学生第一次全国代表会议的信》中，斯大林明确指出，苏联专家都应是通晓马列主义学说、明确党和国家政治目的，具备广泛科学知识和实践能力，精通自己专业的人。斯大林在其它的各种发言中也再三指示，必须要加强对大学生的思想政治教育，确保大学教育的社会主义性质。
赫鲁晓夫和勃列日涅夫时期，苏思想政治教育工作都受到了广泛的重视。1966年11月10日，勃列日涅夫在他主持召开的苏共中央政治局会议上指出：“对于意识形态工作，对于宣传工作，我们不能吝惜钱财……在这些场合，我们不应吝惜钱财，也不能吝惜时间和其他手段。”根据这一指示，苏共中央和苏联政府的宣传部门不惜成本、大造声势，大量印刷出版马列主义、勃列日涅夫以及其他苏共领导人的著作，并号召全党、全国人民，尤其是高校师生认真研读、学习。此外，苏共中央还增办、出版大量新的报刊，去充塞和占领宣传舆论阵地。
1973年，苏联颁布了《苏联和各加盟共和国国民教育立法纲要》以法律形式确立了思想政治教育。1980年苏联又批准实施了《高等学校学生在学期间共产主义教育示范综合计划》，系统性地制订了大学生思想政治教育工作的具体操作规划。在其后的1987年3月，苏共中央颁布的《苏共高等和中等专业教育改革的基本方针》更是要求党、苏维埃和经济机关的领导人员都积极参与对大学生的思想政治教育工作，指出要大大提高高校马列主义教学的思想理论水平和教学法水平。
戈尔巴乔夫执政晚期，开始了“公开化”、“多元化”的新思维改革，苏共中央和苏联政府放松乃至放弃了对大学生的共产主义教育。

### 羅馬尼亞社會主義共和國
罗马尼亚共产党时期，学校被视为进行爱国主义思想教育的重要阵地。罗马尼亚全国有统一的学前（4—7岁）幼儿组织“祖国之鹰”，对儿童进行爱国主义教育和公民通识教育。与此相衔接，直到大学，都不间断地形成公民和思想政治教育的体系。在罗马尼亚各地，人们经常看到少先队员手持火炬状的指挥棒到交通路口作交通规则实习。罗马尼亚前最高领导人齐奥塞斯库指出：“对各民族的全体劳动人民首先是对青年进行热爱祖国和革命的社会主义爱国主义教育，是一项经常性的任务，它必须在整个政治和文化工作中占有中心地位。”

### 俄羅斯
俄羅斯政府于2001-2005年實施名為「愛國教育」的政策並恢復軍訓教育，並在2005-2010更新相關內容，這從1990年代較為自由主義模式的公民教育轉向愛國教育的做法，有人认为是為了要恢復蘇聯時期的中央控制、課程確立及政治意識型態的教育。

### 北韓
金日成在1977年发表的《社会主义教育提纲》中，特别强调政治思想教育的重要性，并对社会主义教育的内容、方法、制度等等，都作了明确的指示。朝鲜各中学的全部课时中，劳动党革命史和共产主义道德等思想政治课，约占三分之一，使学生从小就“受到革命传统、爱国主义和共产主义道德的系统教育，在政治思想上打下基础”。朝鲜最高领导人经常到各级学校和社会教育机关视察，进行现场指导。在加强思想政治工作时，朝鲜政府十分重视加强革命传统教育和共产主义道德教育，动用巨大的人力物力，精心修筑了大批纪念馆、展览馆、图书馆、少年宫，利用报告会、野营所、音乐会等等方式方法。朝鲜当局强调，在社会上进行革命传统教育和共产主义道德教育，是新闻、出版、电影、文学艺术事业担负的重大使命。

## 公民教育效果
此列表為國際教育成績評估協會於1999年收集各國資料所做的公民教育研究（CIVED）項目報告中，由老師意見報告各國學生在校學到的公民教育效果列表，
| 國家/地區    | 去了解有不同想法的人 | 和其他學生組成團體進行合作 | 解決社區的問題來做出貢獻 | 愛國並忠於國家 | 保護環境行動及方法 | 關心其他國家發生的事 | 在全國和地方選舉投票的重要性 |
| ------------ | -------------------- | -------------------------- | ------------------------ | -------------- | ------------------ | -------------------- | ---------------------------- |
|              | 86                   | 95                         | 68                       | 37             | 90                 | 79                   | 65                           |
| 比利时法語區 | 91                   | 85                         | 69                       | 33             | 79                 | 79                   | 56                           |
| 保加利亚     | 82                   | 81                         | 57                       | 88             | 91                 | 81                   | 39                           |
| 智利         | 87                   | 95                         | 75                       | 86             | 93                 | 76                   | 78                           |
| 賽普勒斯     | 86                   | 86                         | 75                       | 96             | 87                 | 83                   | 90                           |
| 捷克         | 89                   | 91                         | 87                       | 88             | 99                 | 97                   | 89                           |
| 丹麦         | 91                   | 99                         | 67                       | 31             | 93                 | 95                   | 89                           |
| 英格兰       | 96                   | 98                         | 67                       | 22             | 93                 | 85                   | 48                           |
| 爱沙尼亚     | 83                   | 93                         | 59                       | 83             | 91                 | 88                   | 79                           |
| 芬兰         | 81                   | 95                         | 41                       | 80             | 90                 | 85                   | 93                           |
| 德国         | 83                   | 80                         | 50                       | 25             | 91                 | 87                   | 84                           |
| 希腊         | 79                   | 79                         | 76                       | 83             | 86                 | 71                   | 82                           |
| 香港         | 65                   | 89                         | 37                       | 29             | 72                 | 39                   | 71                           |
| 匈牙利       | 85                   | 95                         | 58                       | 84             | 91                 | 76                   | 86                           |
| 義大利       | 82                   | 72                         | 54                       | 35             | 76                 | 77                   | 66                           |
| 拉脫維亞     | 85                   | 93                         | 61                       | 79             | 90                 | 92                   | 76                           |
| 立陶宛       | 93                   | 94                         | 79                       | 89             | 94                 | 92                   | 72                           |
| 挪威         | 97                   | 95                         | 48                       | 50             | 88                 | 95                   | 90                           |
| 波蘭         | 97                   | 97                         | 65                       | 97             | 98                 | 89                   | 89                           |
| 葡萄牙       | 88                   | 95                         | 63                       | 55             | 95                 | 72                   | 59                           |
| 羅馬尼亞     | 85                   | 89                         | 81                       | 97             | 92                 | 88                   | 84                           |
| 俄羅斯       | 96                   | 94                         | 62                       | 98             | 95                 | 98                   | 89                           |
| 斯洛伐克     | 86                   | 90                         | 92                       | 94             | 99                 | 96                   | 93                           |
| 斯洛維尼亞   | 94                   | 94                         | 89                       | 66             | 95                 | 86                   | 41                           |
| 瑞典         | 96                   | 96                         | 67                       | 23             | 92                 | 98                   | 99                           |
| 瑞士         | 90                   | 91                         | 54                       | 29             | 87                 | 91                   | 72                           |

## 外部連結
- 江宜樺：〈公民理念與公民的教育〉 （页面存档备份，存于）（2006）